# Scarpette chiodate

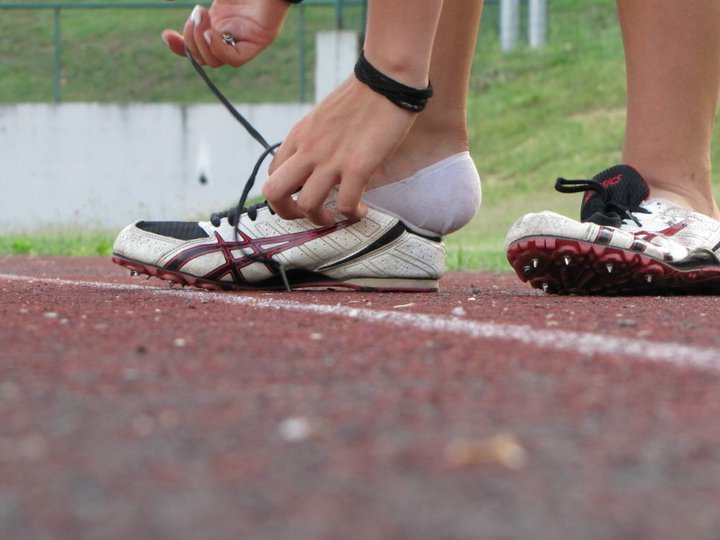
Un'atleta mentre sta indossando un paio di scarpe chiodate

Le scarpe chiodate sono un tipo di calzatura specifico per molte delle discipline dell'atletica leggera, di cui gli atleti fanno largo uso. Sono costituite da una suola rigida nella quale sono fissati specifici chiodi, al fine di ottenere una maggiore aderenza della scarpa con il terreno, permettendo una migliore resa dell'atleta in termini di performance. Esistono vari tipi di scarpe e di chiodi a seconda delle specialità e del terreno di gara.

## Storia
Il primo ad avere indossato un paio di scarpe chiodate fu, con buona probabilità, il velocista statunitense William Curtis. Nel 1868, durante una manifestazione indoor tenutasi a New York, stabilì con 9 secondi netti il record nazionale nelle 75 iarde, correndo con un paio di scarpette personalizzate prodotte dalla ditta Spalding. Almeno negli Stati Uniti, le scarpette chiodate ebbero una rapida diffusione, che col tempo si estese al resto del mondo.

## Tipologia delle scarpette chiodate
Esistono vari tipi di scarpe chiodate. Quelle per la velocità sono molto leggere, e hanno una suola dura che permette di ottimizzare al massimo la spinta. La suola delle scarpette per il mezzofondo, invece, è più morbida, affinché il piede abbia una migliore ammortizzazione per sollecitazioni prolungate. Le scarpette del salto in lungo sono simili a quelle da velocità, mentre quelle da salto triplo e salto con l'asta sono spesso le stesse e hanno maggiore rinforzo e una pianta più larga. I saltatori in alto prediligono una scarpetta speciale, con chiodi distribuiti su tutta la suola (quando per gli altri tipi sono concentrati sull'avampiede). 
Specialità come lancio del martello, lancio del disco e getto del peso, per ovvie ragioni (la pedana di lancio è in cemento), non richiedono l'utilizzo di scarpe chiodate. Allo stesso modo, non sono utilizzate per la marcia, e per la corsa su strada.

## Tipologia dei chiodi
I chiodi hanno una lunghezza compresa tra 4 e 12 millimetri. Nelle gare su pista, non possono superare i 9 millimetri di lunghezza, ad esclusione delle gare di salto in alto e lancio del giavellotto dove non possono superare gli 11 millimetri. Ne esistono vari tipi a seconda dei materiali (tartan come colato). Le corse campestri, se svolte su un terreno particolarmente scivoloso, richiedono spesso i chiodi lunghi (9 o 12 millimetri) al fine di aumentare il grip.